# Wumart
Wumart est une entreprise de distribution chinoise, présent essentiellement autour de la région du Hebei, de Pékin et de Tianjin.

## Histoire
Elle est fondée en 1994.
En octobre 2019, Metro annonce la vente d'une participation majoritaire dans ses activités en Chine à Wumart, ne gardant qu'une participation de 20 % et valorisant ces activités à 2,1 milliards de dollars.